# روديك محمود بايين
روديك محمود بايين (بالفارسية: رودیک محمود پایین) هي قرية تقع في قسم نغور الريفي (مقاطعة تشابهار) في إيران. يقدر عدد سكانها بـ 259 نسمة بحسب إحصاء 2016.